# Ophiothrix
Ophiothrix är ett släkte av ormstjärnor som beskrevs av Hubert Lyman Clark 1938. Enligt Catalogue of Life ingår Ophiothrix i familjen Ophiothrichidae, men enligt Dyntaxa är tillhörigheten istället familjen brokormstjärnor.

## Dottertaxa tillOphiothrix, i alfabetisk ordning[1][2]
- Ophiothrix accedens
- Ophiothrix alba
- Ophiothrix albolineata
- Ophiothrix albostriata
- Ophiothrix alboviridis
- Ophiothrix amphibola
- Ophiothrix angulata
- Ophiothrix aristulata
- Ophiothrix armata
- Ophiothrix berberis
- Ophiothrix brachyactis
- Ophiothrix caespitosa
- Ophiothrix ciliaris
- Ophiothrix cimar
- Ophiothrix clypeata
- Ophiothrix comata
- Ophiothrix congensis
- Ophiothrix consecrata
- Ophiothrix contenta
- Ophiothrix convoluta
- Ophiothrix cotteaui
- Ophiothrix crassispina
- Ophiothrix danae
- Ophiothrix deceptor
- Ophiothrix dedita
- Ophiothrix deposita
- Ophiothrix diligens
- Ophiothrix dirrhabdota
- Ophiothrix dyscrita
- Ophiothrix echinotecta
- Ophiothrix elegans
- Ophiothrix encarsia
- Ophiothrix eurycolpodes
- Ophiothrix exhibita
- Ophiothrix exigua
- Ophiothrix foveolata
- Ophiothrix fragilis
- Ophiothrix fumaria
- Ophiothrix galapagensis
- Ophiothrix hybrida
- Ophiothrix hymenacantha
- Ophiothrix infirma
- Ophiothrix insidiosa
- Ophiothrix koreana
- Ophiothrix lepidus
- Ophiothrix leucospida
- Ophiothrix leucotrigonia
- Ophiothrix lineata
- Ophiothrix lineocaerulea
- Ophiothrix liodisca
- Ophiothrix luetkeni
- Ophiothrix maculata
- Ophiothrix magnifica
- Ophiothrix marenzelleri
- Ophiothrix marginata
- Ophiothrix martensi
- Ophiothrix melanosticta
- Ophiothrix melite
- Ophiothrix merguiensis
- Ophiothrix miles
- Ophiothrix nereidina
- Ophiothrix nociva
- Ophiothrix oerstedii
- Ophiothrix oliveri
- Ophiothrix pallida
- Ophiothrix panchyendyta
- Ophiothrix parasita
- Ophiothrix pavida
- Ophiothrix petersi
- Ophiothrix picteti
- Ophiothrix plana
- Ophiothrix platyactis
- Ophiothrix prostrata
- Ophiothrix proteus
- Ophiothrix pulchra
- Ophiothrix purpurea
- Ophiothrix pusilla
- Ophiothrix quinquemaculata
- Ophiothrix rathbuni
- Ophiothrix roseocoerulans
- Ophiothrix rudis
- Ophiothrix savignyi
- Ophiothrix scotiosa
- Ophiothrix signata
- Ophiothrix simplex
- Ophiothrix smaragdina
- Ophiothrix spiculata
- Ophiothrix spinosissima
- Ophiothrix spongicola
- Ophiothrix stri
- Ophiothrix striolata
- Ophiothrix suensoni
- Ophiothrix tenuis
- Ophiothrix tradita
- Ophiothrix tricuspida
- Ophiothrix trilineata
- Ophiothrix variegata
- Ophiothrix versatilis
- Ophiothrix vetusta
- Ophiothrix vexator
- Ophiothrix viator
- Ophiothrix vicina
- Ophiothrix vigelandi
- Ophiothrix virgata
- Ophiothrix viridialba
- Ophiothrix vitrea